# Порожній добуток
У математиці порожній добуток, також відомий як добуток нульової кількості множників, визначається як 1.
Це може здатися незвичним, але насправді це має сенс, якщо розглянути властивості множення.
Ось декілька аргументів на користь того, чому порожній добуток дорівнює 1:
Нейтральний елементМноження має нейтральний елемент, позначається як 1. Це означає, що для будь-якого числа a, 1 * a = a. Іншими словами, множення на 1 не змінює число.
Індуктивний підхідМожна використовувати математичну індукцію, щоб довести, що порожній добуток дорівнює 1.
Властивості степенівПорожній добуток можна розглядати як степінь числа з нульовим показником. За загальним правилом степенів, будь-яке число в нульовому степені дорівнює 1.
Практичні міркуванняВизначення порожнього добутку як 1 робить багато математичних формул та алгоритмів більш чіткими та простішими для роботи.
Важливо зазначити, що це визначення порожнього добутку не є універсальним. В деяких галузях математики можуть використовуватися інші визначення.
Ось декілька прикладів, де використовується порожній добуток:
КомбінаторикаВ комбінаторному аналізі порожній добуток використовується для визначення кількості способів вибрати 0 елементів з множини.
ЙмовірністьВ теорії ймовірностей порожній добуток використовується для визначення ймовірності того, що подія ніколи не відбудеться.
АлгоритмиВ інформатиці порожній добуток використовується в деяких алгоритмах, наприклад, в алгоритмах для обчислення факторіалу або біноміальних коефіцієнтів.
Підсумовуючи, порожній добуток визначається як 1, ґрунтуючись на властивостях множення та інших математичних концепціях. Це визначення має сенс з практичної точки зору та використовується в різних галузях математики та комп'ютерних наук.